# Crestline, Ohio
Crestline là một thành phố thuộc quận Crawford, tiểu bang Ohio, Hoa Kỳ. Năm 2010, dân số của thành phố này là 4630 người.

## Dân số
- Dân số năm 2000: 5088 người.
- Dân số năm 2010: 4630 người.